# Ėriečka
L'Ėriečka (in russo Эриечка?) è un fiume della Siberia Orientale, affluente di destra del Kotuj (ramo sorgentizio della Chatanga). Scorre nel Territorio di Krasnojarsk, in Russia.
Il fiume ha origine a nord dell'Altopiano dell'Anabar e scorre dapprima in direzione settentrionale, poi sud-occidentale. La lunghezza del fiume è di 262 km, l'area del bacino è di 7 250 km². Il fiume sfocia nel Kotuj circa 100 km prima della confluenza con la Cheta quando dà origine alla Chatanga. Il suo maggiore affluente, da sinistra, è il Chara-Tas-Ulachan-Jurėch (lungo 98 km). 
Il rilievo del bacino del fiume è di bassa montagna con altezze fino a 370 m sul livello del mare. Prevalgono altopiani dalla sommità piatta, nettamente sezionati dai canyon dei corsi d'acqua. Anche l'Ėriečka scorre in un canyon con una corrente rapida, tagliando diverse creste. L'area è caratterizzata da una quasi totale assenza di laghi e corpi idrici stagnanti.